# Рудольф Альберт Келлікер
Рудольф Альберт Келлікер (нім. Albert von Kölliker, при народженні Rudolf Albert Kölliker; 6 липня 1817, Цюрих, Швейцарія — 2 листопада 1905, Вюрцбург, Німецька імперія) — німецький гістолог і ембріолог. Професор Цюрихського (у 1845—1847) і Вюрцбурзького (у 1847—1904) університетів. Вперше встановив існування одноклітинних живих організмів (грегаринів). У теоретичних працях виступав проти дарвінізму.

## Біографія
Народився 6 липня 1817 року у Цюриху, Швейцарія. У 1836 році поступив до Цюрихського університету, однак через два роки покинув його й переїхав для навчання до Бонна, ще пізніше — до Берліна, де його викладачами були Й. П. Мюллер та Ф. Г. Я. Генле.
Викладав в університетах Цюриха й Вюйцбурга. З 1849 року видавав «Zeitschrift für wissenschaftliche Zoologie» («Журнал наукової зоології»).

## Наукова діяльність
Досліджував будову й розвиток тканин з позиції клітинної теорії, будову нервової системи з позиції нейронної теорії. Довів, що у процесі поділу клітини походять одна від іншої. Вперше встановив існування одноклітинних живих організмів (грегаринів). Найпростіших спостерігали у мікроскоп й до Келлінкера, але саме він встановив їхню природу й відокремив від інших мікроскопічних організмів. Виступав проти дарвінізму, розвиваючи теорію розвитку під впливом особливих внутрішніх причин.

## Твори
- Icones histiologicae, Bd 1—2, Lpz., 1864—65;
- Handbuch der Gewebelehre, 6 Aufl., Bd 1—3, Lpz., 1889—1902;
- Erinnerungen aus meinern Leben, Lpz., 1899.